# Duane Holmes
Duane Octavious Holmes (Columbus, 6 novembre 1994) è un calciatore statunitense, centrocampista degli Houston Dynamo.

## Caratteristiche tecniche
È un esterno destro.

## Carriera

### Club
Cresciuto nel settore giovanile dell'Huddersfield Town, ha esordito in prima squadra il 27 settembre 2013 disputando l'incontro di Football League Championship pareggiato 1-1 contro il Blackpool.

### Nazionale
Il 6 giugno 2019 ha esordito con la nazionale statunitense disputando l'amichevole persa 1-0 contro la Giamaica.

## Statistiche

### Cronologia presenze e reti in nazionale
| Cronologia completa delle presenze e delle reti in nazionale ― Stati Uniti | Cronologia completa delle presenze e delle reti in nazionale ― Stati Uniti | Cronologia completa delle presenze e delle reti in nazionale ― Stati Uniti | Cronologia completa delle presenze e delle reti in nazionale ― Stati Uniti | Cronologia completa delle presenze e delle reti in nazionale ― Stati Uniti | Cronologia completa delle presenze e delle reti in nazionale ― Stati Uniti | Cronologia completa delle presenze e delle reti in nazionale ― Stati Uniti | Cronologia completa delle presenze e delle reti in nazionale ― Stati Uniti |
| Data                                                                       | Città                                                                      | In casa                                                                    | Risultato                                                                  | Ospiti                                                                     | Competizione                                                               | Reti                                                                       | Note                                                                       |
| -------------------------------------------------------------------------- | -------------------------------------------------------------------------- | -------------------------------------------------------------------------- | -------------------------------------------------------------------------- | -------------------------------------------------------------------------- | -------------------------------------------------------------------------- | -------------------------------------------------------------------------- | -------------------------------------------------------------------------- |
| 6-6-2019                                                                   | Washington                                                                 | Stati Uniti                                                                | 0 – 1                                                                      | Giamaica                                                                   | Amichevole                                                                 | -                                                                          | 66’                                                                        |
| 9-6-2019                                                                   | Cincinnati                                                                 | Stati Uniti                                                                | 0 – 3                                                                      | Venezuela                                                                  | Amichevole                                                                 | -                                                                          | 62’                                                                        |
| Totale                                                                     |                                                                            | Presenze                                                                   | 2                                                                          |                                                                            | Reti                                                                       | 0                                                                          |                                                                            |